# Clown (canción)
«Clown» es el cuarto sencillo de la banda nu metal Korn.

## Significado
Lo que inspiró a Jonathan Davis para escribir esta canción, fue un recital en sus inicios en San Diego donde una persona en la audiencia los estaba abucheando y les estaba diciendo que "vuelvan a Bakersfield!" Jonathan se arrodilló para escucharlo mejor y el sujeto trato de golpearlo. Davis esquivó el golpe y el mánager de la banda atacó al agresor. La persona estaba tatuada y parecía un "payaso" según Jonathan Davis, inspirando el título de lacanción y también la línea "Hit me clown, because I'm not from your town." Antes de la canción se escucha una conversación entre los integrantes vacilando durante la grabación del tema. Una cita tomada de Korn en el video de Who Then Now?, que sirve como una introducción para el video musical:

Yo escribí esa canción sobre un chico en San Diego que me atacó. Él dijo  "Jodanse! Vuelvan a Bakersfield!" Bueno, yo no entendía porqué, por lo que me agaché y trató de golpearme, y nuestro mánager Jeff le pateó el culo, esa canción es Clown.

## Vídeo musical
El vídeo se compone de los clips que muestran las experiencias dolorosas de Jonathan en la escuela secundaria. Se lo ve a él en un vestuario sentado, y es considerado como objeto de burla de otra personas. El resto de la banda se ve actuando en una sala de las muñecas y un payaso de juguete se ve bailando alrededor de las muñecas y haciendo equilibrio en su nariz. El video musical se emitió el 3 de junio de 1996 y fue dirigida por McG.

## Lista de canciones
CD5" —  Radio Promo (ESK 6580)
1. «Clown» – 4:36
2. «Clown» (Radio Edit) – 3:38

CD5" —  Radio Promo (ESK 7735)
1. «Clown» (Radio Edit) – 3:52
2. «Clown» (video) - 4:36